# Потера без милости
Потера без милости је амерички драмски филм из 1966. године, који је режирао Артур Пен,  док глумачку екипу чине: Марлон Брандо, Џејн Фонда, Роберт Редфорд,  И-Џеј Маршал и Енџи Дикинсон.

## Радња
Побегавши из затвора, двојица осуђеника лукаво заустављају аутомобил како би га заузели, али један од криминалаца убија возача и одлази, остављајући партнера на путу. Бабер Ривс (Роберт Редфорд) схвата да је сада оптужен за убиство и одлучује да се сакрије у Мексику. Грешком улази у погрешан теретни воз и креће се у супротном смеру – у свој родни провинцијски град на југу Сједињених Држава, где га сви памте као страственог хулигана и лопова.
Град уочи викенда живи својим животом. Локални богаташ Вал Роџерс спрема се да прослави рођендан у великом стилу. Средња класа иде на једноставнију журку. Шериф Колдера (Марлон Брандо), здрав и независан човек који сања да оконча полицију и постане фармер, добија поруку о могућем доласку бегунца у град. Шериф је странац у граду, већина становника зазире од њега, поготово што се сматра штићеником Вал Роџера. Роџерсов подређени Едвин Стјуарт (Роберт Дувал) плаши се Баберове освете због дугогодишњих замера, а његова супруга Емили (Џенис Рул) отворено флертује са његовим колегом Дејмоном (Ричард Бредфорд).
Шериф не верује да је Бабер опасан и нада се да ће се добровољно предати и зарадити благост суда. У томе се ослања на помоћ Ане, Баберове (Џејн Фонда) бивше жене, која је заљубљена у сина Вала Роџера Џејка (Џејмс Фокс). Бабер упознаје своју жену и Џејка на отпаду аутомобила. Али проблем је у томе што грађани сазнају и за бекство и тешко убиство, и као вид забаве почињу да лове Бабера. Не могу их зауставити ни страх од закона, ни ауторитет шерифа, ни здрав разум. Пијани "народни осветници", предвођени Дејмоном, жестоко су претукли Колдера. На страни шерифа остају само његова супруга Руби и помоћник Слим.
Опијена узбуђењем хајке, гомила окружује депонију и пали је. Пожар доводи до тога да долази до експлозије бензина. У пламену хероина и њен љубавник, на које пада аутомобил преврнут од експлозије. Шериф помаже у спасавању Џејка, једва успева да поврати Бабера од његових прогонитеља и некако успостави ред. Али када ухапшену особу одведе из полицијског аутомобила до станице, Бабера убије хицима из револвера један од „народних осветника” – Арчи. Колдер ослобађа свој бес и разбија Арчијево лице до крви.
Следећег јутра, Колдер утоварује ствари у ауто и напушта град. Ана, сломљена срца, седи на празном болничком тргу. Џејков отац јој прилази: „Син ми је преминуо данас у 5 часова.”

## Улоге
| Глумац          | Улога                 |
| --------------- | --------------------- |
| Марлон Брандо   | шериф Колдер          |
| Џејн Фонда      | Ен Ривс               |
| Роберт Редфорд  | Чарли „Бабер” Ривс    |
| И-Џеј Маршал    | Вал Роџерс            |
| Енџи Дикинсон   | Руби Калдер           |
| Џенис Рул       | Емили Стјуарт         |
| Миријам Хопкинс | госпођа Ривс          |
| Марта Хајер     | Мери Фулер            |
| Ричард Бредфорд | Дејмон Фулер          |
| Роберт Дувал    | Едвин Стјуарт         |
| Џејмс Фокс      | Џејсон 'Џејк' Роџерс  |
| Дајана Хајланд  | Елизабет Роџерс       |
| Хенри Хал       | Бригс                 |
| Џоселин Брандо  | госпођа Бригс         |
| Кетрин Велш     | Верна Ди              |
| Лори Мартин     | Кати                  |
| Марк Ситон      | Пол (као Марк Скатон) |
| Пол Вилијамс    | Симор                 |
| Клифтон Џејмс   | Лем                   |
| Малком Атербери | господин Ривс         |